# No.Mad Entertainment
No.Mad Entertainment è una società di distribuzione cinematografica italiana con sede a Roma.

## Storia
No. Mad Entertainment è una società indipendente che si occupa della distribuzione di film, documentari e serie tv di qualità italiane ed internazionali, spaziando fra la commedia sofisticata e le tematiche forti e di grande attualità. Dal 2010 ricerca nuovi talenti e sostiene idee originali mantenendo un rapporto privilegiato con la cinematografia francese ed europea e dedicando una particolare attenzione ai cineasti più interessanti del nostro tempo.
Tra i film sostenuti dalla No. Mad Entertainment vi sono sia opere prime e innovative di giovani autori (molti dei quali aggiudicatisi candidature e premi di prestigio nei principali festival internazionali), sia quelli dei maestri e degli interpreti già affermati nel panorama cinematografico. Attualmente, è impegnata anche nella fase pre-produttiva e produttiva, seguendo e intervenendo su alcuni progetti di co-produzione con paesi europei e non, di cui curerà la distribuzione.
Insieme a Kitchenfilm, la No.Mad ha lanciato Cine-Room, una piattaforma di streaming online, dove trovare film di qualità pluripremiati e apprezzati dalla critica e che, finalmente, possono trovare uno spazio a loro appositamente dedicato.

## Film distribuiti
- La prima stella, diretto da Lucien Jean-Baptiste
- Panico al villaggio, diretto da Stephan Aubier e Vincent Patar
- Tournée, diretto da Mathieu Amalric, Miglior regia al Festival di Cannes 2010.
- Dawson Isla 10, diretto da Miguel Littín, in concorso al Festival internazionale del film di Roma 2009.
- Il primo bacio, diretto da Riad Sattouf.
- Adorabili amiche, diretto da Benoit Pétré, con Jane Birkin, Caroline Cellier e Catherine Jacob
- Babycall, diretto da Pal Sletaune, Marc'Aurelio d'Argento per la miglior attrice a Noomi Rapace al Festival internazionale del film di Roma 2011.
- Captive, diretto da Brillante Mendoza, con Isabelle Huppert, in concorso alla 62 ª edizione del Festival di Berlino.
- La quinta stagione, diretto da Peter Brosens e Jessica Woodworth, Premio Speciale della Giuria alla Mostra del Cinema di Venezia 2012.
- Viramundo, diretto da Pierre-Yves Borgeaud.
- Il superstite, diretto da Paul Wright, con Kate Dickie, George MacKay.
- Il monaco diretto, da Dominik Moll, con Vincent Cassel.
- Walesa - L'uomo della speranza, diretto da Andrzej Wajda, con Robert Więckiewicz, Fuori Concorso alla Mostra del Cinema di Venezia 2013.
- Master of the Universe, diretto da Marc Bauder.
- The Fighters, diretto Thomas Calley, vincitore di 5 César nel 2015 fra cui quello per Miglior Attrice, Miglior Giovane Attore, Miglior Opera Prima.
- Love Is in the Air, diretto da Alexandre Castagnetti, con Ludivine Sagnier, Nicolas Bedos.
- Un'estate in Provenza, diretto da Rose Bosch, con Jean Reno, Anna Galiena.
- Rara - Una strana famiglia, diretto da Pepa San Martín, Miglior Film Generation alla 66ª edizione del Festival di Berlino, Miglior Film Horizontes Latinos alla 67 ª edizione del Festival internazionale del cinema di San Sebastián.
- The Most Beautiful Day, diretto da Florian David Fitz.
- Petit paysan - Un eroe singolare, diretto da Hubert Charuel, con Swann Arlaud, Sara Giraudeau, Isabelle Candelier, presentato alla Settimana internazionale della critica del Festival di Cannes 2017, vincitore di 3 César al Miglior esordio, al Miglior Attore e alla Migliore Attrice
- L'affido - Una storia di violenza, diretto da Xavier Legrand, con Léa Drucker, Denis Ménochet, Leone d'Argento - Premio speciale per la regia e Leone del futuro - Premio Venezia opera prima "Luigi De Laurentiis" alla 74ª Mostra internazionale d'arte cinematografica di Venezia, vincitore di 4 César al Miglior film, alla Migliore attrice, alla Migliore sceneggiatura originale e al Migliore montaggio
- Beate, diretto da Samad Zarmandili, con Donatella Finocchiaro.
- Mio figlio, diretto da Christian Carion, con Guillaume Canet, Mélanie Laurent.
- Un giorno all'improvviso, diretto da Ciro D'Emilio, con Anna Foglietta, presentato nella sezione "Orizzonti" alla 75ª Mostra internazionale d'arte cinematografica di Venezia.
- Charlie Says, diretto da Mary Harron, con Matt Smith, presentato nella sezione "Orizzonti" alla 75ª Mostra internazionale d'arte cinematografica di Venezia.
- Ribelli (Rebelles), diretto da Allan Mauduit, presentato al Louxemburg City Film Festival
- Roubaix, una luce nell'ombra, diretto da Arnaud Desplechin, con Léa Seydoux, in competizione per la Palma d'oro alla 72ª edizione del Festival di Cannes, un Premio César e un Premio Lumière per Miglior Attore a Roschdy Zem
- Tromperie - Inganno, regia di Arnaud Desplechin (2021) con Léa Seydoux , Denis Podalydes
- Le petit Piaf regia Gerard Jugnot (2022) con Marc lavoine, Gerard Jugnot,
- Ma nuit regia Antoinette Boulat (2022)  con Lou Lampros, Tom Mercier
- Normale regis di Olivier Babinet con benoit Poelvoorde, Justine Lacroix
- Sopravvissuti (Les survivants) regia di Guillaume Renusson con Denis Menochet, Zar Amir Ebrahimi
- Stella è innamorata (Stella est amoureuse) regia di Sylvie Verheyde con Flavie Delangle, Marina Fois, Benjamin Biolay
- Silenzio! (Pas de vagues), regia di Teddy Lussi-Modeste (2024)